# Pseudocranae simplex
Pseudocranae simplex är en insektsart som beskrevs av Willemse, F.M.H. 1972. Pseudocranae simplex ingår i släktet Pseudocranae och familjen gräshoppor. Inga underarter finns listade i Catalogue of Life.